# Мартинов Федір Гнатович
Федір Гнатович Мартинов (1902, місто Владикавказ, тепер Російська Федерація — 15 вересня 1983, місто Київ) — український радянський і партійний діяч. Депутат Верховної Ради УРСР 3—4-го скликань. Депутат Верховної Ради СРСР 5—6-го скликань. Член ЦК КПУ в 1956—1966 р.

## Життєпис
Народився у березні 1902 року в родині робітника-тесляра. У 1917 році закінчив вище початкове училище. З 1917 року працював учнем столяра, теслярем залізниці на Кубані. З 1919 року — тесляр вагонного депо станції Кавказька (тепер Краснодарського краю).
У 1923—1927 роках — у Червоній армії.
Член ВКП(б) з 1926 року.
У 1927—1931 роках — на керівній партійній роботі в Кропоткінському та Армавірському районах Північно-Кавказького краю РРФСР: завідувач відділу партійного комітету ВКП(б) залізничного вузла; завідувач агітаційно-пропагандистського відділу Кропоткінського районного комітету ВКП(б); інструктор Армавірського окружного комітету ВКП(б); завідувач культурно-пропагандистського відділу Армавірського районного комітету ВКП(б).
У 1931—1933 роках — студент Одеського хіміко-технологічного інституту консервної промисловості, який не закінчив.
З 1933 року — заступник начальника Політичного відділу Ново-Української машинно-тракторної станції, заступник директора з політичної частини Карлівської машинно-тракторної станції УРСР.
У 1937—1941 роках — 2-й секретар Кіровоградського міського комітету КП(б)У.
У вересні 1941 — 1946 роках — на політичній роботі у РСЧА. Служив начальником Політичного відділу 28-ї запасної, 49-ї навчальної стрілецької дивізії Закавказького фронту.
У 1946 році — заступник секретаря Кіровоградського обласного комітету КП(б)У по вугільній промисловості.
У жовтні (затв. у листопаді) 1946 — вересні 1947 року — завідувач організаційно-інструкторського відділу Кіровоградського обласного комітету КП(б)У.
У жовтні (затв. у вересні) 1947 — листопаді 1950 року — 3-й секретар Кіровоградського обласного комітету КП(б)У.
У листопаді 1950 — серпні 1955 року — 2-й секретар Кіровоградського обласного комітету Компартії України.
17 серпня 1955 — 17 січня 1963 року — 1-й секретар Кіровоградського обласного комітету Компартії України. 17 січня — 9 квітня 1963 року — 1-й секретар Кіровоградського сільського обласного комітету Компартії України.
У квітні 1963 — грудні 1965 року — заступник голови Комітету партійно-державного контролю ЦК КПУ і Ради міністрів Української РСР. У грудні 1965 — травні 1966 року — заступник голови Комітету народного контролю Української РСР. У травні 1966—1972 роках — 1-й заступник голови Комітету народного контролю Української РСР.
з 1972 року — персональний пенсіонер союзного значення.

## Звання
- підполковник

## Нагороди
- два ордени Леніна (26.02.1958, 7.03.1962)
- орден Трудового Червоного Прапора
- орден Дружби народів (12.03.1982)
- два ордени «Знак Пошани» (23.01.1948,)
- орден Вітчизняної війни 1-го ступеня
- орден Червоної Зірки (1947)
- медаль «За оборону Кавказу»
- медаль «За перемогу над Німеччиною у Великій Вітчизняній війні 1941—1945 рр.»
- медаль «За трудову доблесть»
- медалі
- Почесна грамота Президії Верховної Ради Української РСР (14.03.1972)